# Lasioglossum creightoni
Lasioglossum creightoni är en biart som först beskrevs av Cockerell 1908.  Lasioglossum creightoni ingår i släktet smalbin, och familjen vägbin. Inga underarter finns listade i Catalogue of Life.